# TJ Praga Praha
TJ Praga Praha je pražský fotbalový klub, sídlící ve Vysočanech. Je součástí tělovýchovné jednoty Praga. Nyní "SK Praga Vysočany"

## Historie
Založení klubu (1909)-1918
Počátky fotbalu v českých zemích jsou spojeny především s nadšenci v řadách středoškolské mládeže. Z tohoto podhoubí vznikly v 90. letech 19. století i nejslavnější kluby Slavia (zal. 2.11.1892) a Sparta (zal. 16.11.1893), které od začátku ovlivňovaly fotbalové dění u nás. Nástup 20. století přinesl nebývalý rozmach fotbalu mezi českým i německým obyvatelstvem a jeho masové rozšíření zasáhlo i dělnické čtvrti na okraji Prahy. A tak se našla parta nadšenců i ve Vysočanech, která si v roce 1909 založila fotbalový klub s názvem SK Vysočany. Jeho sídlo bylo na konci dnešní Paříkovy ulice v restauraci „U Kosáků“ nedaleko vstupu do podchodu vedoucího pod vysočanským nádražím. V restauraci se scházely nejrůznější stolní společnosti a není proto divu, že zde našli útočiště i fotbaloví nadšenci. Ovšem to nejdůležitější asi bylo, že majitel pan Kosák byl jedním ze zakládajících členů. První hřiště, nebo spíše plácek, bylo rovněž nedaleko nádraží. Jako dresy si vybrala „footballová družina“ v té době velice populární půlený „slávistický vzor“, ovšem v modrobílém provedení. Včetně modré hvězdy na srdci. A hned došlo ke sporu o postavení hvězdy. Část byla pro „slávistickou“ polohu, kdy hvězda stojí na jedné špici, část byl pro postavení na dvou špicích. Spor se asi nevyřešil nikdy úplně, protože se zachovala fotografie, kdy část mužstva má hvězdu přišitou po slávistickém způsobu a část opačně.
    Sportovní klub Vysočany, jak už název napovídá, se od svého začátku nevěnoval jen fotbalu. Úspěšně se rozvíjela lehká atletika, pod vysočanským praporem fungoval i „těžkoatletický“ oddíl zaměřený na vzpírání a další silové sporty. A jak bylo tehdy zvykem, při založení se klub nezaměřil jen na utužování těla, ale do svého štítu si vetkl i „výchovu ke zdatnosti národní, výchovu k českému vlastenectví v rámci monarchie rakousko-uherské“.
     Pouhých patnáct nadšenců ve spartánských podmínkách začalo roku 1909 s přátelskými zápasy. „U nádraží“ se odehrálo mnoho zajímavých utkání jako s SK Letná s bratry Hojerovými, Olympií VIII se známým Prokopem, Prahou VII s obávaným Jandou a dalšími kluby. V roce 1911 byl klub řádně zaregistrován pod názvem SK Vysočany a od roku 1913 se přestěhoval na nové hřiště u Rokytky, kde hraje nepřetržitě dodnes. V roce 1913 se klub přihlásil do nepovinného mistrovství Českého svazu footballového (Č.S.F.)  a dochoval se údaj, že hned v tomto roce skončil na 1. místě I.B třídy.
   Na svatoanenskou neděli 26. července 1914, tedy v den, kdy se česká veřejnost začala dozvídat o částečné mobilizaci v českých zemích, sehrál klub poslední utkání před vypuknutím 1. světové války. Podle dochovaných informací zvítězil SK Vysočany nad SK Meteorem Velké Čakovice 3:1. Na dlouhé čtyři roky došlo k utlumení činnosti, řada členů se z vřavy světové války nevrátila. Ti, co šťastně přežili, se po návratu ihned vrhli do nové dobrovolné práce pro vysočanský sport. Začala se psát éra samostatné Československé republiky.
   Jedním z prvních kroků fotbalových nadšenců bylo uzavření smlouvy s nájemcem vysočanského velkostatku o propůjčení pozemku ve Starých Vysočanech u Rokytky a zněla na šest let. Nakonec ale, snad i shodou okolností, se na stejném místě hraje nepřetržitě fotbal již téměř  100 let. Po hřišti Sparty na Letné je to bezesporu nejstarší fungující hřiště v celé Praze! Oddíl byl po 1. světové válce zařazen do II. třídy, kde hrál se střídavými úspěchy.  
1918-1948
V prvním desetiletí nové republiky se snažil SK Vysočany především o postup do I. třídy. To se poprvé podařilo v roce 1928 a v následujících letech klub střídavě pendloval mezi I. A a I. B třídou. Od roku 1936 se fotbalisté z Vysočan natrvalo usadili v I. A třídě a následné pětileté úsilí zúročili v ročníku 1939/40 postupem do divize.
V roce 1939 se mohutně oslavovalo 30. výročí založení klubu. Výtažek z tehdejšího tisku dokazuje, že SK Vysočany byly v Praze známým a váženým oddílem, který byl přirozenou základnou, ve které vyrůstaly talenty pro movitější kluby: „SK Vysočany, který vyrostl v dělnické čtvrti, se dokázal prodrati do řad prvotřídních klubů. SK Vysočany má bohatou tradici a je průkopníkem naší kopané již v dobách předválečných,“ psal tisk a neopomněl připomenout i ostatní sporty: „Vysočany nepěstují jen kopanou. V klubu se pěstují všechny sporty a s dobrým úspěchem. Řada význačných hráčů vyšla z Vysočan. Jsou to zejména Červený, bývalý záložník Sparty, nezapomenutelný Sedláček, pozdější křídlo Sparty, Kramář atd. Z novějších pak Heřmánek (Pardubice), Vaněček (Čechie Karlín), Fiala, John a mnoho dalších. I v ostatních sportech má SK Vysočany vynikající členy. Je to lehkoatletický representant Češpiva z VS Praha, hockeysta ing. Pácalt z LTC., v těžké atletice Jindra Hájek, Sváček, kteří jsou nyní v A.K. Bína. Tato řada dobrých sportovních jmen dokazuje, že SK Vysočany má velmi dobrý obsah své sportovní činnosti za uplynulých 30. let.“ Že šlo skutečně o mimořádnou událost, dokumentuje výčet patronů oslav. Vedle stavitele Muka, který byl i čestným předsedou klubu, převzal záštitu nad akcí Český svaz footballový, Středočeská župa footballová i hockeyová a Pražská tenisová župa. A na dokreslení toho, jaká vážnost byla přikládána těmto oslavám, slouží i fakt, že u příležitosti tohoto výročí sehrál reprezentační výběr Prahy přátelské utkání s SK Vysočany. Za Prahu nastoupili borci z prvoligového SK Libeň, bohužel výsledek se nedochoval.
   Postup do divize byl opravdovým vyvrcholením fotbalového snažení ve 30. letech. Od ročníku 1940/41 byl po čtyři roky SK Vysočany účastníkem druhé nejvyšší fotbalové soutěže v tehdejším Protektorátu Čechy a Morava. Přestože hrál většinou v dolní části tabulky a bojoval o záchranu, šlo o největší sportovní vrchol vysočanských fotbalistů. Na zápasy tehdy chodily tisíce příznivců a soupeřem byly týmy se slavnou ligovou minulostí jako Viktoria Žižkov, SK Nusle, SK Libeň a další. V této době se mezi návštěvníky objevoval i populární komik Vlasta Burian a řada dalších osobností.
Podle vzpomínek pamětníků a dohledaných údajů z poválečného období, se mezi diváky na jaře roku 1942 objevovali i českoslovenští parašutisté Gabčík s Kubišem, kteří provedli atentát na říšského protektora Heydricha. Kubiš, který byl při atentátu zraněn, byl následně ošetřen MUDr. Hrubým, funkcionářem vysočanského fotbalového klubu. Právě v přítomnosti MUDr. Hrubého se parašutisté objevovali v hledišti mezi ostatními diváky i před atentátem. 
   Zajímavostí je, že v zimním období tvořili fotbalisté základ kádru hokejového mužstva SK Vysočany, které řádně startovalo v mistrovských soutěžích. Po roce 1945 se řada z nich objevovala v ligových hokejových oddílech a někteří to dotáhli až do reprezentačního mužstva Československa.
   Bombardování Prahy na konci 2. světové války zasáhlo i hřiště. Jedna z bomb spadla na hrací plochu. I když nenadělala větších škod, ještě dlouhá desetiletí byla smutnou připomínkou této události. V místech, kde byl kráter, se při větších deštích vytvářela velká louže a žádné zemní úpravy nepomohly. Po čase se na škváře louže objevila zase.
Přerušení všech soutěží s blížící se frontou v Protektorátu v roce 1944 ukončilo i nejslavnější fotbalovou éru vysočanského SK. Po obnovení soutěží v osvobozené republice byl klub zařazen do I. A třídy, ve které se pohyboval i přes různé reorganizace až do roku 1948. To však už byl soumrak samostatného Sportovního klubu Vysočany.
1948-1989
Po únoru 1948 a následném převzetí moci v Československu komunisty, došlo v dosavadním vývoji dobrovolné tělesné výchovy k pronikavé změně a to direktivnímu sloučení dosavadních tělovýchovných korporací k 31.8.1948. Bylo rozhodnuto vybudovat Sokol jako jednu velkou masovou tělovýchovnou organizaci, do které byl převeden i veškerý majetek. Souběžně s tím probíhalo i budování sportovních organizací ve znárodněném průmyslu.
   Fotbalový klub SK Vysočany byl jako stovky dalších začleněn do Sokola a současně přiřazen k nově vzniklému podniku Auto – Praga, který byl pod tímto názvem vyhlášen 2. září 1949. Z tohoto lze usuzovat, že ročník 1947/48 ještě dohrály Vysočany pod původním názvem. Pravděpodobně v ročníku 1948/49 byl název změněn na TJ Sokol Auto – Praga a pod tímto názvem klub fungoval až do roku 1952.
   V roce 1952 byl Zákonem č. 71/1952 Sb. zrušen Sokol a vytvořen nový subjekt Dobrovolná sportovní organizace (DSO). Řízení tělovýchovy převzal Státní úřad pro tělovýchovu a sport, který ještě více utužil centrální dohled nad veškerým sportem. Podle tohoto zákona bylo zavedeno důsledné provádění tělovýchovy podle pracoviště. A podle toho si ještě  dnes můžeme připomenout, jak vznikly názvy řady klubů (Baník – hutnictví, hornictví, Spartak – těžké a všeobecné strojírenství, Tatran – lesnictví, dřevo průmysl, Dynamo – energetika, spoje, Slavoj – potravinářství, Slovan – veřejná správa a justice, Lokomotiva – železnice, Slavie  – školství, Dukla – armáda, Rudá hvězda – ministerstvo národní bezpečnosti, Jiskra – textilní průmysl).
   V roce 1953 došlo i k přejmenování továrny Auto – Praga na Automobilové závody Klementa Gottwalda (AZKG). A tak vznikl název TJ Spartak AZKG Praha, pod kterým fungoval vysočanský fotbal následujících 15 let.
   Fotbalový oddíl v nových podmínkách obrovské jednoty (měla okolo 4000 registrovaných členů) se pohyboval spíše na okraji zájmu funkcionářů. Až do konce 50. let se zuby nehty držel v I. A třídě, teprve v 60. letech dochází k výkonnostnímu vzestupu. V té době převzal mužstvo trenér Josef Hubáček, který jej dovedl až na špici této soutěže, a v ročníku 1967/68 se podařilo postoupit do nejvyšší pražské soutěže do Přeboru Prahy.     Na podzim roku 1968 do svého prvního ročníku v této soutěži však již nenastupoval Spartak AZKG, ale Tělovýchovná jednota Praga. V roce 1968 se totiž mateřský závod vrátil k původnímu historickému názvu Praga (i když až do roku 1990 stále nesl přídomek Závody Klementa Gottwalda) a tělovýchovná jednota, kterou zastřešoval, se přejmenovala na Tělovýchovná jednota Praga. Automaticky tak toto jméno nesl i fotbalový oddíl.
   Plných 10 sezon bojovali fotbalisté TJ Praga v Přeboru Prahy. Byla období vydařenější, kdy byl postup do divize téměř na dosah, byla období skromnější. Bohužel v roce 1979, právě v roce oslav 70. výročí založení klubu, došlo k sestupu do I. A třídy. K prohloubení skepse přispěl i sestup B mužstva z I. B třídy. Jaro 1979 nepřineslo do řad hráčů a činovníků žádnou radost. Hořkost z neúspěchu byla znát i z brožury, která k tomuto výročí vyšla. Perličkou je, že poměrně velký prostor v této publikaci dostala politickovýchovná komise, která vypočítávala počty členů Pionýrské organizace, členů SSM, hodnotila brigádnické hodiny a soutěž o Vzorný kolektiv. Ale o fotbalu ani slovo.
Krutým zásahem do chodu oddílu byla noc ze 6. na 7. května 1982. Do objektu Pragovky se vloupal zloděj, který si toho sice moc neodnesl, ale nenapadlo ho nic lepšího, než zahladit po sobě stopy založením požáru. Dřevěná budova lehla popelem, shořelo téměř veškeré vybavení, nenávratně zmizela kronika oddílu, poháry a další ceny ze staršího období.
   Zbytek sezony se musel dohrávat na vypůjčených hřištích a stejně tak to bylo i v následujícím ročníku. Těžká situace vyvolala solidaritu v okolních oddílech, které pomáhaly udržet pragovácký fotbal při životě různými dary. Dlouholetý hráč, trenér, funkcionář a pozdější správce pan Brabenec vzpomínal, že pomohla i reprezentace. Darovala vyřazené dresy, ale s podmínkou, že se musejí odstranit státní znaky. Jenže ty zrovna byly přišity tak důkladně, že to trvalo hezkých pár večerů, než se podařilo odpárat lvíčky a sada se mohla používat pro utkání.
   Nová budova se začala stavět téměř okamžitě, do obnovy se zapojili členové a příznivci klubu a odpracovali zde tisíce brigádnických hodin. Bohužel, nadšení převážilo nad chladnou hlavou a tak se stalo, že část nového objektu se postavila i na pozemku, který nepatřil ani fotbalovému oddílu ani jednotě. V následujících letech to přineslo nejednu obtíž. Přesto téměř do roka a do dne se podařilo vybudovat nové zázemí a již na podzim 1983 byl plně obnoven chod klubu.
   Štěstím bylo, že se podařilo udržet se i v Přeboru Prahy, kam tým postoupil v právě v roce 1982. Nakonec celá 80. léta byla TJ Praga účastníkem této soutěže, hrála v horní polovině tabulky a dvakrát dokonce měla postup na dosah ruky.
Od roku 1989
Po sametové revoluci v roce 1989 ještě tři roky patřila Pragovka mezi elitu pražského fotbalu. V roce 1992 však přichází sestup do I. A třídy. Počátkem 90. let končí TJ Praga ve svých obřích rozměrech. Sokol Pražský, který byl v roce 1948 včleněn právě do této jednoty, se osamostatňuje a obnovuje svou činnost v rámci České obce sokolské, je mu navrácena tělocvična v Žitné ulici. A stejně jako před čtyřiceti lety jedna nespravedlnost nahrazuje jinou.  Řada oddílů ztrácí možnost dalšího fungování a postupně končí svoji činnost. Sokol Pražský si kromě tělocvičny bere i nově vybudované prostory a zázemí, ale splácet je musí TJ Praga. S rozpadem továrny Praga a postupným zastavováním výroby v různých provozech zcela vysychá i tak již slábnoucí finanční podpora pro TJ Praga. A to se samozřejmě dotýká i fotbalového oddílu.
   V roce 1998 klub padá do I. B třídy a přicházejí těžké roky. Mužstvu dospělých se nedaří, mládež téměř neexistuje. Jedno družstvo žáků je žalostně málo. Krize se nadále prohlubuje a v roce 2003 přichází sestup do II. třídy a s ním spojené téměř každoroční záchranářské práce. Alespoň klidný střed tabulky je značně vzdálen.
   Obrat k lepšímu přichází v roce 2004, kdy je za pomoci grantu od ministerstva školství vybudováno travnaté hřiště. Škvára se stává minulostí, na Pragovku přichází opět mládež a hlavně lidé, kteří se o ní starají. V roce 2005 se do soutěže přihlašuje tým mladší a starší přípravky, následně přibývají žáci, je zřízena „školička“ pro děti ve věku 4 – 6 let a postupně začínají u Rokytky fungovat všechny mládežnické kategorie. Velkou zásluhu na tomto rozvoji má, mimo jiných fotbalových nadšenců – trenérů.
   Na podzim 2007 byl po devíti letech zvolen nový výbor fotbalového oddílu. Předsedou byl zvolen Petr Končický, který se sekretářem oddílu Milanem Langem udrželi v uplynulém desetiletí při životě vysočanský fotbal. Dalšími členy výboru se stali Jan Mašek, Milan Fryš a Jindřich Vízek.
   V roce 2009 se fotbalový oddíl transformuje do občanského sdružení SK Praga Vysočany. V soutěžích však fotbalový oddíl nadále pokračuje pod tradičním názvem Tělovýchovná jednota Praga. Ve výsledkových listinách tak můžeme najít jak TJ Praga, tak SK Praga Vysočany nebo i TJ Praga Praha. 
   S obnovou a rozvojem vysočanského fotbalu přicházejí na přelomu desetiletí i lepší časy pro „áčko“ mužů. V roce 2011 postupuje do I.B třídy a hned následující rok do I.A třídy. Zlepšuje se ekonomické postavení klubu a dále se rozvíjí mládežnická základna a přicházejí plány na rekonstrukci celého fotbalového areálu.
   Dosavadní šatny již neodpovídají novým požadavkům. Začínají problémy s majiteli pozemků, na kterých část starého objektu stojí. Ve spolupráci výboru SK Praga Vysočany a především jeho předsedy Petra Končického a MČ Praha 9 dochází v letech 2013 až 2014 k výstavbě nového zázemí kabin s restaurací. A v lednu 2015 se fotbal stěhuje do nového. Perličkou je, že kmotrem při položení základního kamene byl slavný reprezentant Antonín Panenka a že při této příležitosti vložil místostarosta Prahy 9 Adam Vážanský do základů i kámen ze slavného brazilského fotbalového stadionu Maracana.
V současné době hraje klub pražskou 1.A třídu (skupina A). Do této soutěže postoupil v sezóně 2011–12, kdy skončil ve 1.B třídě(skupina B) na prvním místě se skvělou bilance 21 výher, 1 remíza, 4 prohry a ziskem 64 bodů. Dále má také vlastní B-tým hrající II. třídu a vynikající mládežnickou základnu. Staršímu a mladšímu dorostu se v roce 2019 dokonce podařilo probojovat do Divize (3. nejvyšší soutěže). Celkový počet týmů je 12 a to včetně mini přípravky.

## Hřiště
Hřiště TJ Praga se nachází ve Vysočanech na Sokolovské ulici v těsné blízkosti Nemocnice s poliklinikou. Nedaleko se nachází O2 arena. Hřiště má travnatý povrch; do roku 2003 byla využívána škvára. Součástí areálu jsou i kurty, tréninkové hřiště a hřiště s umělým travnatým povrchem. V současnosti probíhá výstavba nových kabin.

## Soupiska týmu
| #  | Pozice           | Hráč                  |
| -- | ---------------- | --------------------- |
| 22 | Brankář          | Petr Kratochvíl       |
| 44 | Brankář          | Filip Janda           |
| 8  | Obránce          | Lukáš Bechný          |
| 9  | Obránce          | Nikita Bychkov        |
| 3  | Obránce          | Patrik Korger         |
| 6  | obránce          | Josef Macháč          |
| 20 | Obránce          | Adam Fenton           |
| 2  | Obránce/záložník | Michael Ryšavý        |
| 4  | Záložník         | Yerzhan Yessirkegenov |
| 10 | Obránce/záložník | Lukáš Paiskr          |
| 7  | Záložník/útočník | Viktor Dolejš         |

| #  | Pozice           | Hráč            |
| -- | ---------------- | --------------- |
| 14 | Záložník/Útočník | Milan Mazanec   |
| 11 | Záložník         | Erik Veselý     |
| 16 | Záložník         | Michael Jaroš   |
| 17 | Záložník/Útočník | Jan Dohnal      |
| 12 | Útočník          | Michael Kratina |
| 13 | Záložník/Útočník | Marek Prokop    |

## Hráli v klubu
Z klubu vzešla řada významných hráčů. Jsou to zejména:
- Jaroslav Červený, bývalý záložník Sparty
- Josef Sedláček, pozdější křídlo Sparty

Dále pak Kramář, František Heřmánek (SK Pardubice), Vzněček, Fiala, John a další.
- Z novějších hráčů pak Petr Gabriel AC Sparta Praha, který odehrál 97 ligových a 25 pohárových zápasů za Spartu plus 10 reprezentačních zápasu včetně Eura 2000.